# Wolfgang Lefèvre
Wolfgang Lefèvre (* 1941) ist ein deutscher Wissenschaftshistoriker.

## Werdegang
Lefèvre besuchte das Gymnasium Marianum in Warburg als Internatsschüler und machte dort Abitur. Danach studierte er Philosophie, Soziologie und Geschichte in Berlin. Zudem engagierte er sich in der Studentenbewegung der 1960er Jahre im Sozialistischen Deutschen Studentenbund als West-Berliner Studentenführer. Er war 1965  AStA-Vorsitzender an der FU Berlin. Seine Promotion erfolgte 1971 mit der Dissertation Zum historischen Charakter und zur historischen Funktion der Methode bürgerlicher Soziologie. Untersuchungen am Werk Max Webers.
Später war er bis 2006 Außerordentlicher Professor für Philosophie- und Wissenschaftsgeschichte an der Freien Universität Berlin. Anschließend begann er eine Tätigkeit am Max-Planck-Institut für Wissenschaftsgeschichte in Berlin.
Lefèvre widmete sich der systematischen Untersuchung „gegenständlicher Mittel wissenschaftlicher Erkenntnis“ (z. B. Rechenstein, Zeichen- und Beobachtungsinstrumente, Experiment und Sprache) und lieferte dabei gemeinsam mit Peter Damerow Beiträge zu einer „erklärenden Wissenschaftsgeschichtsschreibung“, die Lefèvre gleichermaßen gegen einen „relativistischen Historizismus“, wie auch gegen eine kausale Ableitung der Wissenschaftsentwicklung aus der Gesellschaftsentwicklung abgrenzt: „Die Gesetzmäßigkeit der Wissenschaftsentwicklung erscheint vielmehr nur als die relative Autonomie einer Arbeitsart im Gesamtprozeß der gesellschaftlichen Reproduktion“.

## Veröffentlichungen
- Naturtheorie und Produktionsweise : Probleme einer materialistischen Wissenschaftsgeschichtsschreibung; eine Studie zur Genese der neuzeitlichen Naturwissenschaft, Darmstadt, Neuwied : Luchterhand 1978, ISBN 978-3-472-78008-3.
- Rechenstein und Sprache. In: Peter Damerow und Wolfgang Lefèvre (Hrsg.):  in: Rechenstein, Experiment, Sprache. Klett-Cotta, Stuttgart 1981, ISBN 3-12-931810-0.
- Die Entstehung der biologischen Evolutionstheorie. Suhrkamp, Frankfurt am Main 2009 [erstveröff. 1984], ISBN 978-3-518-29505-2.
- The power of images in Early modern sciences. [Hrsg.], Birkhäuser, Basel, Boston, Berlin 2003, ISBN 978-3-7643-2434-6.
- Picturing machines 1400 - 1700. [Hrsg.], The MIT Press, Cambridge, M., London, 2004, ISBN 0-262-12269-3.
- Minerva meets Vulcan: Scientific and Technological Literature — 1450–1750. Cham: Springer (2021) doi:10.1007/978-3-030-73085-7.